# Claude Dufay
Pour les articles homonymes, voir Dufay.
Claude Dufay, né le 12 novembre 1926 dans le 17e arrondissement de Paris et mort le 1er mai 2001 à Pierre-Bénite, est un entomologiste français.
D’une famille de scientifiques (son père était astronome et son frère physicien), il se tourne très tôt vers la zoologie et surtout vers l’entomologie. Il intègre en 1954 le CNRS. Il travaille d’abord à la station biologique des Eyzies, puis au Laboratoire de zoologie et d’écologie de l’université de Lyon ainsi qu'au Muséum national d'histoire naturelle.
Il travaille principalement sur trois thèmes : la réaction des papillons nocturne à la lumière, la taxinomie et la faunistique des papillons et celles des coléoptères. Il est l’auteur de 161 publications scientifiques et a décrit près de 150 nouvelles espèces.
Sa collection d’insectes est déposée au Centre de Conservation et d'Etude des Collections (CCEC) du Musée des Confluences de Lyon et une grande partie de sa bibliothèque a été léguée à la Société linnéenne de Lyon.